# Округ Дешутс (Орегон)
Дешутс (енгл. Deschutes County) је округ у америчкој савезној држави Орегон.

## Демографија
По попису из 2010. године број становника је 157.733, што је 42.366 (36,7%) становника више него 2000. године.
| Група             | 2000.           | 2010.           |
| Белци             | 107.177 (92,9%) | 139.470 (88,4%) |
| Афроамериканци    | 222 (0,2%)      | 568 (0,4%)      |
| Азијати           | 849 (0,7%)      | 1.476 (0,9%)    |
| Хиспаноамериканци | 4.304 (3,7%)    | 11.718 (7,4%)   |
| Укупно            | 115.367         | 157.733         |